# 沙泽勒 (汝拉省)
沙泽勒（法語：Chazelles，法語發音：[ʃazɛl]）是法国汝拉省的一个旧市镇，属于隆斯勒索涅区。2016年，沙泽勒与临近的2个市镇合并为新市镇莱特鲁瓦堡。

## 地理
沙泽勒（46°24'15"N, 5°20'32"E）面积4.04 平方千米，位于法国勃艮第-弗朗什-孔泰大區汝拉省，该省份为法国东部内陆省份，北起上索恩省，西北接科多尔省，西临索恩-卢瓦尔省，南至安省，东与杜省和瑞士接壤。
与沙泽勒接壤的市镇（或旧市镇、城区）包括：科利尼、栋叙尔、圣让代特勒、楠莱圣阿穆尔。
沙泽勒的时区为UTC+01:00、UTC+02:00（夏令时）。

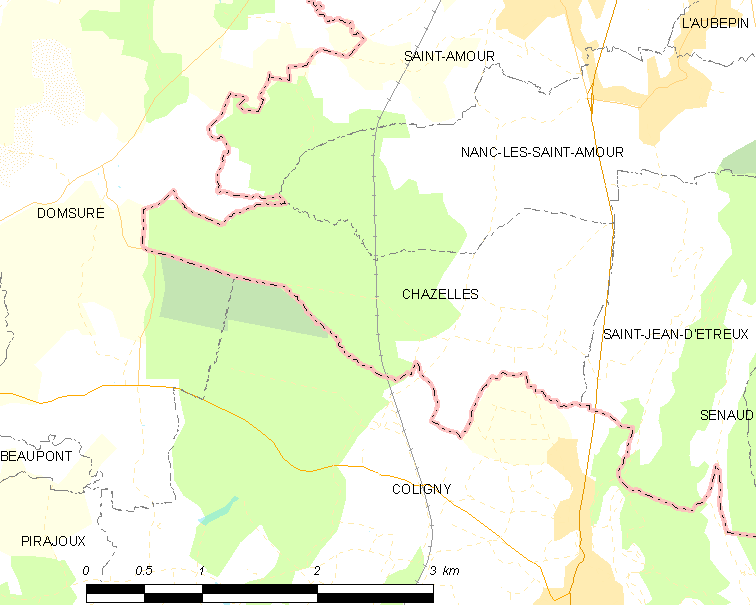
沙泽勒的OSM定位图

## 行政
沙泽勒的邮政编码为39160，INSEE市镇编码为39135。

## 政治
沙泽勒所属的省级选区为圣阿穆尔县。

## 人口

1962-2008年间沙泽勒人口变化图示

沙泽勒于2018年1月1日时的人口数量为160人。